# Amsterdam '78
Amsterdam '78 is een Nederlandse tafeltennisclub die werd opgericht in 1934. Het gebruikt de huidige naam sinds 1978, nadat het voorheen Delta Lloyd heette, naar het gelijknamige bedrijf en de voormalig sponsor. Onder die sponsornaam werd de club zowel in het mannen- als vrouwentafeltennis meermaals clubkampioen in de Nederlandse eredivisie. Het won de nationale beker bij de mannen in 1989, als Amsterdam '78.

## Erelijst
- Landskampioen mannen 1970, 1971  en 1972 (als Delta Lloyd)
- Landskampioen vrouwen 1974 en 1976 (als Delta Lloyd)
- Nationale beker mannen 1989 (als Amsterdam '78)
- Verliezend finalist ETTU Cup vrouwen 1976 en 1978 (als Delta Lloyd)

## Selectiespelers
Onder meer de volgende spelers speelden minimaal één wedstrijd voor Amsterdam '78 in de eredivisie:
| - Tessa van Dijk - Heleen Hop - Lea Kooij - Annamarie van der Kwast | - Maaike van de Pavoordt - Vanja Santic - Yana Timina - Judy Williams |